# Подлесский сельсовет
Подлесский сельсовет — упразднённая административная единица на территории Ляховичского района Брестской области Белоруссии. Упразднён в 2013 году, его населённые пункты вошли в состав Жеребковичского сельсовета.

## Состав
Подлесский сельсовет включал 7 населённых пунктов:
- Зубелевичи — деревня.
- Подлесье — деревня.
- Потаповичи — деревня.
- Ромашки — деревня.
- Свистковщина — деревня.
- Улазовичи — деревня.
- Шевели — деревня.